# Орао
Орао је назив неколико родова птица грабљивица из реда Accipitriformes, као и свих врста из ових родова. Сви родови орлова таксономски спадају у потпородице орлови (Aquilinae), морски орлови рибари (Haliaeetinae), орлови змијари (Circaetinae) и орлови харпије (Harpiinae), које припадају породици јастребова (Accipitridae). Гнезде се на високим стаблима и неприступачним планинским литицама. Углавном се хране мањим сисарима, птицама, рибама, а понекад и животињским лешинама.
Већина од око 60 врста орлова насељава Евроазију и Африку. Само неколико врста насељава друге континенте Северну и Јужну Америку и Аустралију.

## Опис
Орлови су велике, снажно грађене птице грабљивице, тешке главе и кљуна. Чак и најмањи орлови, као што је орао чизмаш (Aquila pennata), који је по величини упоредив са обичним мишаром (Buteo buteo) или црвенорепим јастребом (B. jamaicensis), имају релативно дужа и равномерније широка крила и више директан, бржи лет – упркос смањеној величини аеродинамичког перја. Већина орлова је већа од било које друге грабљивице осим неких лешинара. Најмања врста орла је јужноникобарски змијски орао (Spilornis klossi), са 450 g (1 lb) и 40 cm (16 in). Највеће врсте су разматране у наставку. Као и све птице грабљивице, орлови имају веома велике кукасте кљунове за кидање меса са плена, снажне, мишићаве ноге и моћне канџе. Кљун је обично тежи од кљуна већине других птица грабљивица. Орлове очи су изузетно моћне. Процењује се да бојни орао, чије су очи више од два пута веће од људских, има оштрину вида до 8 пута већу од људске. Ова оштрина омогућава орловима да уоче потенцијални плен са веома велике удаљености. Овај оштар вид првенствено се приписује њиховим изузетно великим зеницама које обезбеђују минималну дифракцију (расипање) долазне светлости. Женке свих познатих врста орлова су веће од мужјака.
Орлови обично граде своја гнезда, названа ирис, на високим дрвећем или на високим литицама. Многе врсте полажу два јајета, али старије, веће пиле често убија свог млађег брата или сестру када се излеже. Родитељи не предузимају ништа да зауставе убиство. Каже се да орлови лете изнад облака, али то није тачно. Орлови лете током олуја и једре потпомогнути притиском ветра. Ово штеди енергију птице. Због величине и моћи многих врста орлова, они су рангирани на врху ланца исхране као врхунски грабежљивци у свету птица. Врста плена варира у зависности од рода. Орлови Haliaeetus и Ichthyophaga преферирају да хватају рибу, иако врсте из првог рода често хватају разне животиње, посебно друге водене птице, и моћни су клептопаразити других птица. Змијски орлови из родова Circaetus, Terathopius, и Spilornis углавном лове широк распон различитих змија које се налазе у тропима Африке и Азије. Орлови из рода Aquila често су највеће птице грабљивице у отвореним стаништима, узимајући готово све кичмењаке средње величине које могу уловити. Тамо где су орлови рода Aquila одсутни, други орлови, као што је бутеонински црнопрси орао из Јужне Америке, могу заузети позицију највећег грабљивица на отвореним подручјима. Многи други орлови, укључујући род Spizaetus богат врстама, живе претежно у шумама. Ови орлови често циљају различите сисаре и птице које живе на дрвету или на земљи, који често не слутећи упадају у заседу у тако густом, чворноватом окружењу. Технике лова се разликују међу врстама и родовима, при чему су неки појединачни орлови користили прилично различите технике засноване на њиховом окружењу и плену у било ком тренутку. Већина орлова зграби плен без слетања и полети са њим, тако да се плен може однети до легла и растргнути.
Белоглави орао је познат по томе што је летео са највећим теретом за који је верификовано да га носи било која летећа птица, пошто је један орао летео са ланетом црнорепог јелена од 6,8 kg (15 lb). Међутим, мали број орлова може циљати плен знатно тежи од њих самих; такав плен је претежак да би се могло са њим летети, те се или поједе на месту убијања или у комадима однесе назад у гнездо. Златни и крунски орао могу да убију копитаре тежине до 30 kg (66 lb), а забележено је да је бојни орао чак усмртио дујкера тешког 37 kg (82 lb), 7–8 пута тежег од орла. Аутори публикација о птицама Дејвид Ален Сибли, Пит Дан и Клеј Сатон овако су описали разлику у понашању између орлова ловаца и других птица грабљивица (у овом случају ћелавог и сурог орла у поређењу са другим грабљивицама у Северној Америци):

Они имају најмање једну јединствену карактеристику. Примећено је да се већина птица грабљивица осврће преко рамена пре него што ударе плен (или убрзо након тога); предација је ипак мач са две оштрице. Сматра се да сви јастребови имају ову навику, од најмање ветрушке до највећег феругинуса - али не и орлови.

Међу орловима су неке од највећих птица грабљивица: само су кондори и неки лешинари Старог света значајно већи. Редовно се расправља о томе која је највећа врста орла. Они се могу се мерити на различите начине у укупној дужини, маси тела или распону крила. Различите потребе за животним стилом различитих орлова резултирају променљивим мерењима од врсте до врсте. На пример, многи орлови који живе у шуми, укључујући веома великог орла харпију, имају релативно кратак распон крила, што је карактеристика неопходна да би могли да маневришу брзим, кратким налетима кроз густо пошумљена станишта. Орлови из рода Aquila, који се налазе скоро искључиво на отвореном, познати су по својој способности да лебде и имају релативно дуга крила за своју величину.
Ове листе првих пет орлова су засноване на тежини, дужини и распону крила. Осим ако није другачије назначено референцом, наведене вредности су медијана за свако мерење у водичу Птице грабљивице света у којем су наведена само мерења која су аутори могли лично да верификује.
| Ранг | Уобичајено име       | Научно име | Телесна тежина     |
| ---- | -------------------- | ---------- | ------------------ |
| 1    | Белоплећи бјелорепан |            | 6,7 kg (14 3⁄4 lb) |
| 2    | Филипински орао      |            | 6,35 kg (14 lb)    |
| 3    | Харпија              |            | 5,95 kg (13 lb)    |
| 4    | Белорепан            |            | 4,8 kg (10 1⁄2 lb) |
| 5    | Бојни орао           |            | 4,6 kg (10 1⁄4 lb) |

| Ранг | Уобичајено име       | Научно име | Укупна дужина        |
| ---- | -------------------- | ---------- | -------------------- |
| 1    | Филипински орао      |            | 100 cm (3 ft 3 in)   |
| 2    | Харпија              |            | 98,5 cm (3 ft 3 in)  |
| 3    | Репати орао          |            | 95,5 cm (3 ft 2 in)  |
| 4    | Белоплећи бјелорепан |            | 95 cm (3 ft 1 in)    |
| 5    | Крунски орао         |            | 87,5 cm (2 ft 10 in) |

| Ранг | Уобичајено име       | Научно име | Средњи распон крила  |
| ---- | -------------------- | ---------- | -------------------- |
| 1    | Белорепан            |            | 218,5 cm (7 ft 2 in) |
| 2    | Белоплећи бјелорепан |            | 212,5 cm (7 ft 0 in) |
| 3    | Репати орао          |            | 210 cm (6 ft 11 in)  |
| 4    | Сури орао            |            | 207 cm (6 ft 9 in)   |
| 5    | Бојни орао           |            | 206,5 cm (6 ft 9 in) |

## Хабитат
Орлови су генерално распрострањени у свим типовима станишта и скоро свим деловима света. Ове птице се могу наћи у северној тундри до тропских кишних шума и пустиња. У Северној Америци, ћелави орао и златни орао су веома чести.
Осталих девет врста су ендемске за Централну и Јужну Америку. Птице имају високо концентрисану популацију у Африци и источној хемисфери. Неколико острва у Индијском и Тихом океану такође су богата и имају различите врсте орлова.

## Групе
Орлови се често неформално деле у четири групе.
Змијски орлови су смештени у потпородицу Circaetinae. Рибарски орлови, чизмашки орлови и харпије традиционално су сврстани у потпородицу Buteoninae заједно са јастребовима (бутеонинским јастребовима) и ејама. Неки аутори третирају ове групе као племена Buteoninae; Лернер & Миндел су предложили одвајање група орлова у сопствене потфамилије Accipitridae.